# Santi Aquila e Priscilla

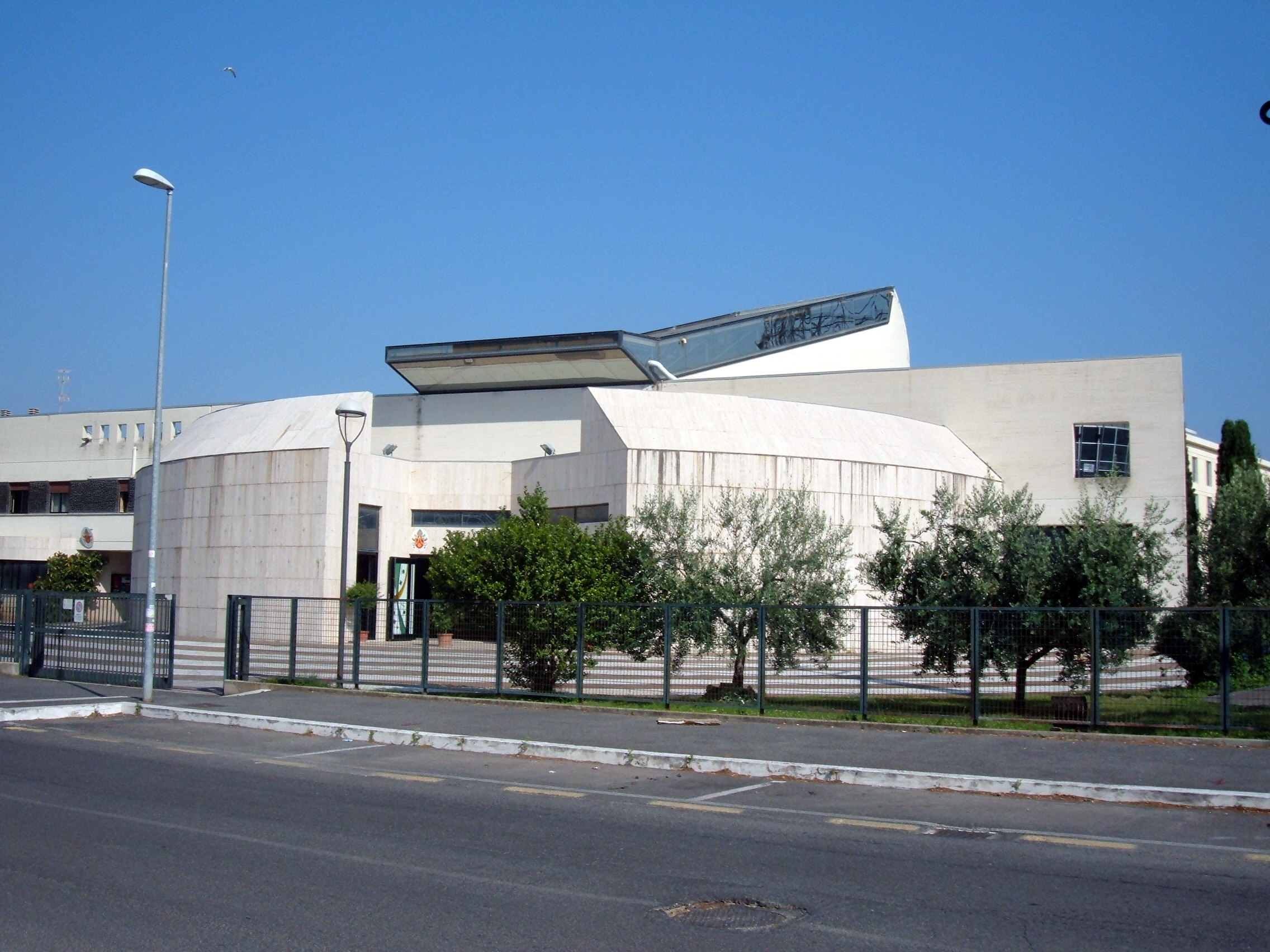
Vista da igreja.

Santi Aquila e Priscilla é uma igreja titular de Roma localizada na Via Pietro Blaserna, 113, no quartiere Portuense. É dedicada aos santos Áquila e Priscila. O cardeal-presbítero protetor do título cardinalício de Santos Áquila e Priscila é Juan García Rodríguez, arcebispo de Havana.

## História

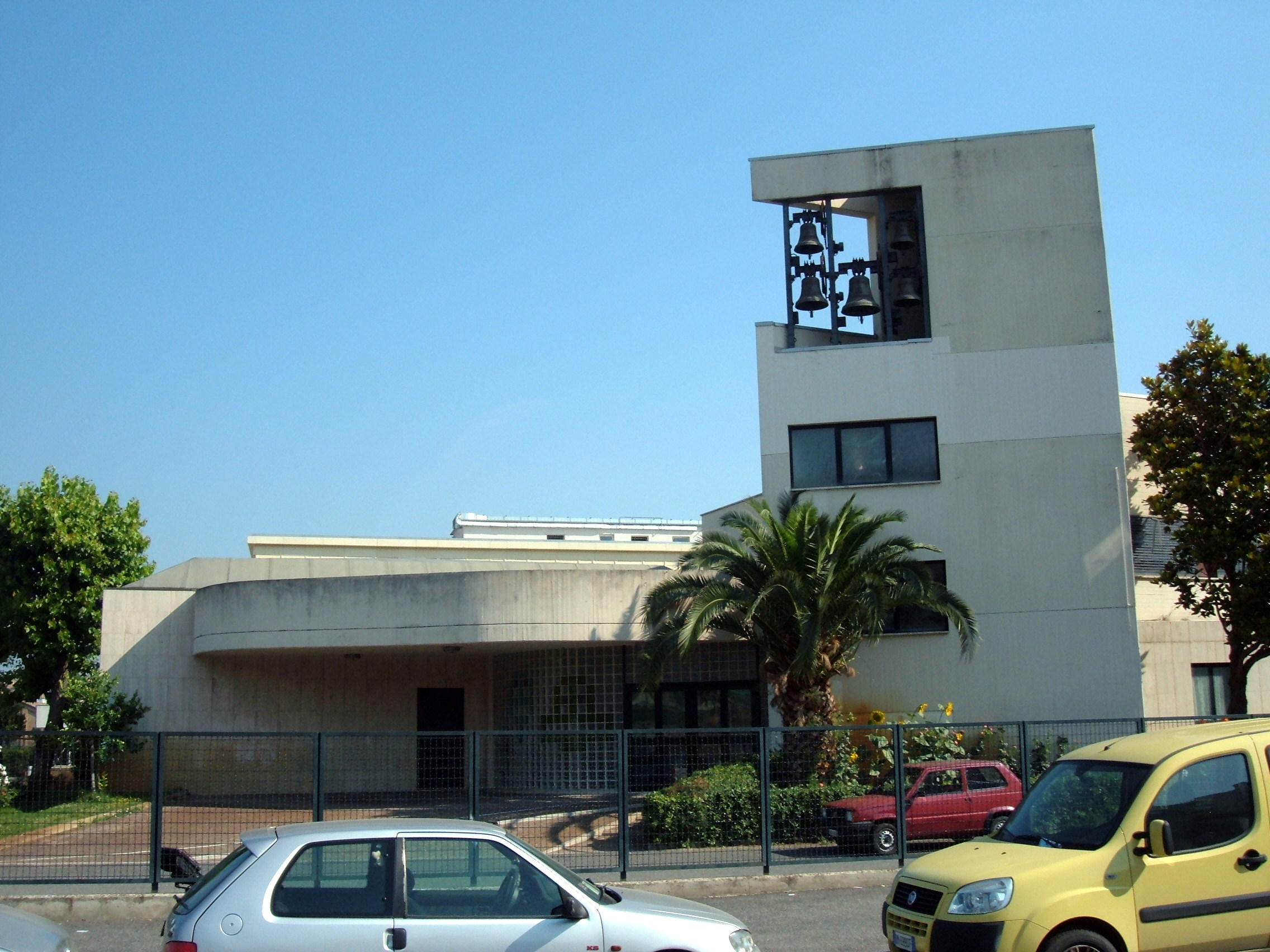
Detalhe do campanário, que fica num edifício anexo.

Esta igreja é sede de uma paróquia instituída em 5 de novembro de 1971 através do decreto "Neminem fugit" do cardeal-vigário Angelo Dell'Acqua, mas a igreja propriamente dita só foi construída mais de 20 anos depois, com base num projeto do arquiteto Ignazio Breccia Fratadocchi. Ela foi inaugurada pelo cardeal-vigário Ugo Poletti em 10 de maio de 1992 e consagrada pelo próprio papa São João Paulo II em sua visita em 15 de novembro do mesmo ano.
Além disto, ela é sede do título cardinalício de Santos Áquila e Priscila, criado por São João Paulo II em 26 de novembro de 1994.

## Descrição

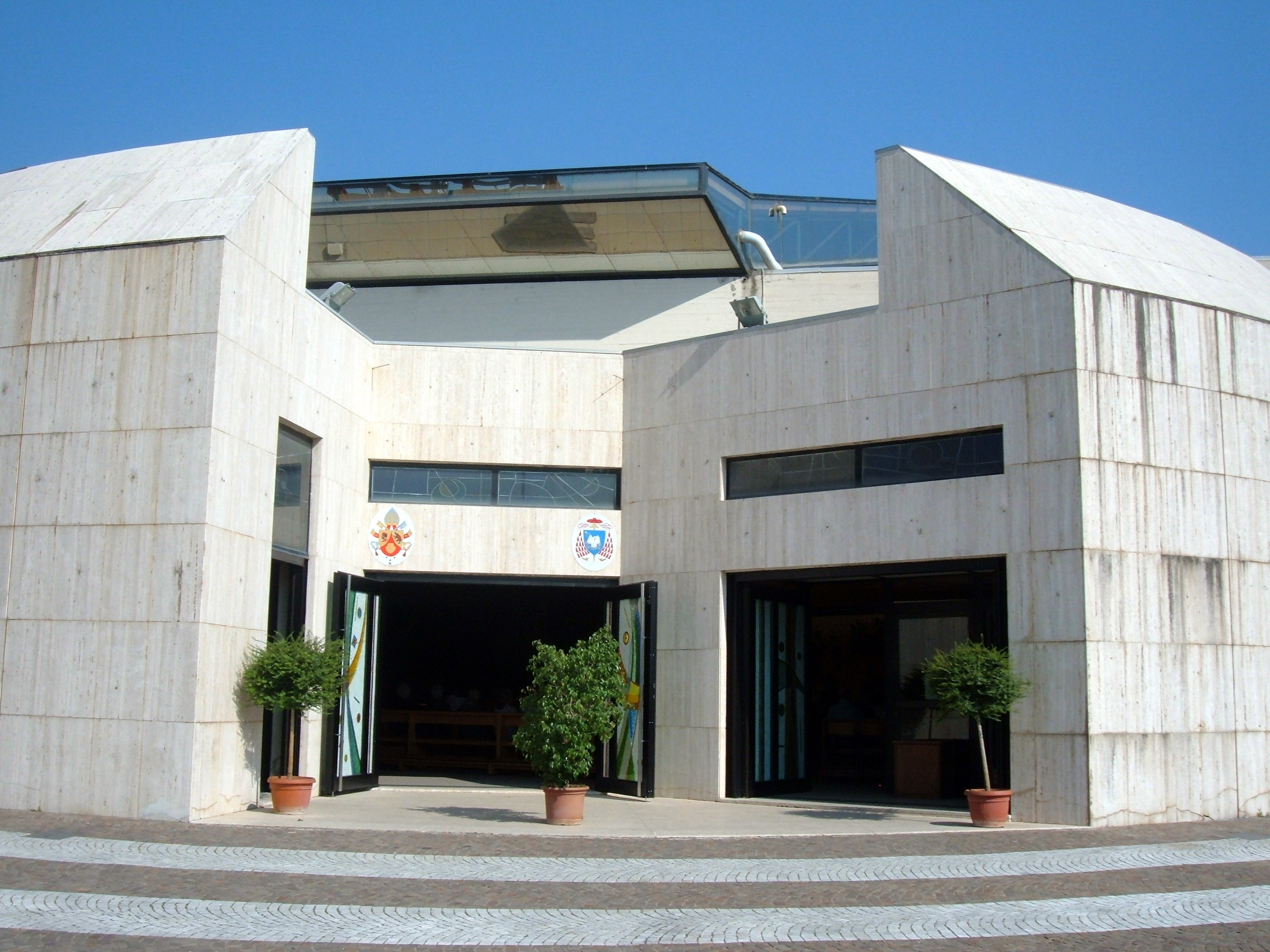
Detalhe da fachada.

A igreja tem planta perfeitamente circular. A abóbada, bastante baixa, acima do presbitério é mais alta e forma uma grande claraboia. O presbitério propriamente dito é dominado por um quadro representando Nossa Senhora de Guadalupe. No centro está o altar-mor, em mármore claro, com um ambão ao lado. Em posição recuada está um longo banco em mármore para os co-celebrantes e ministrantes com sede presidencial. Lateralmente está a capela do Santíssimo Sacramento iluminada por um vitral colorido. No fundo da igreja, ao lado da entrada principal, está um "berçário".
À esquerda do presbitério, no nível do piso da nave, está um órgão de tubos construído pela Tamburini em 1993.